# Rudolf Dvořák

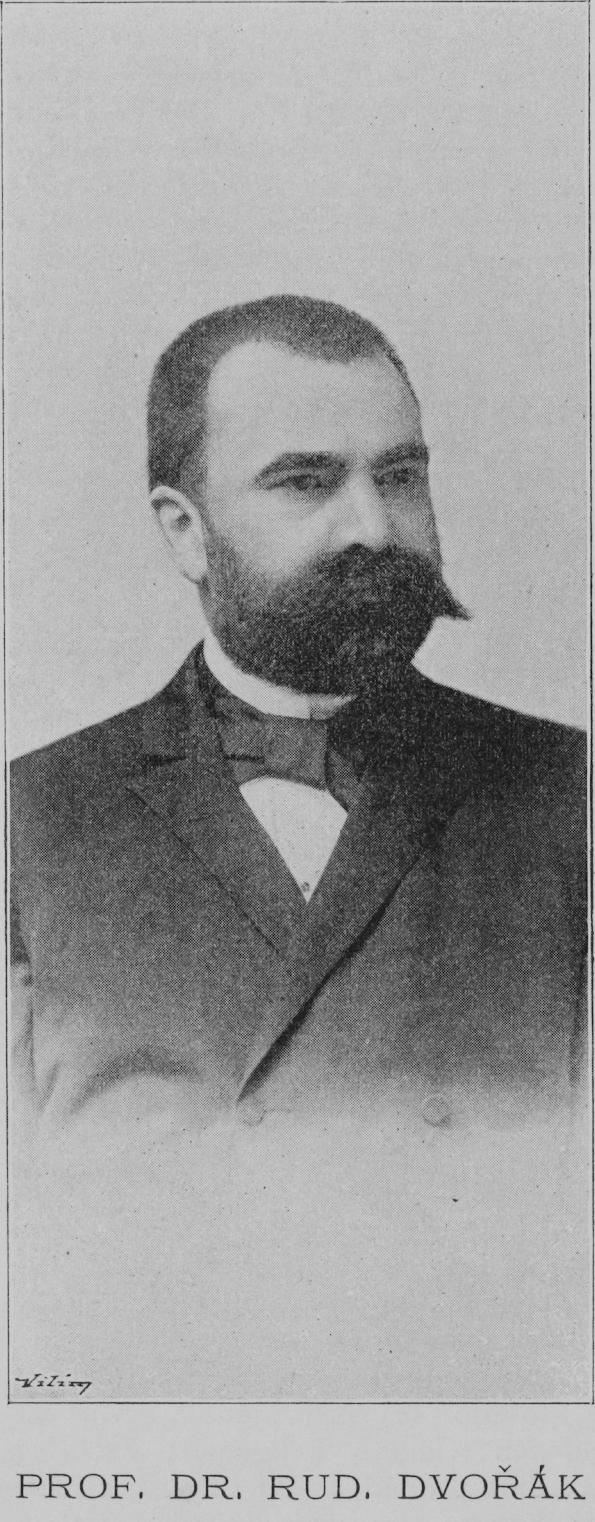
Rudolf Dvořák (1898)

Rudolf Dvořák (* 1860 in Dříteň; † 1. Februar 1920 in Prag) war ein tschechischer Orientalist.

## Leben
Er stammte aus einer Lehrerfamilie und nach dem Besuch des Gymnasiums in Budweis ging er 1879 auf die Prager Universität, wo er sich der klassischen und orientalischen Philologie widmete. Nach seinem Studium 1884 erhielt er ein Stipendium für Leipzig. Hier besuchte er alle damals berühmten Orientalisten und zeigte auf allen Gebieten ein großes Interesse, sei es Assyriologie, Arabistik sowie weitere semitische Sprachen sowie Ägyptologie, Iranistik und Sinologie.
Ein Jahr später vertiefte er sein Wissen in München, unter anderem durch das Studium der ägyptischen Sprachen. Er kehrte auf die Karlsuniversität zurück, habilitierte und wurde bereits 1890 zum Professor ernannt. Zu diesem Zeitpunkt arbeitete er auch als Chefredakteur des Gebiets Orientalistik am Ottos Bildungslexikon (Ottov slovník naučný).
Von 1900 bis 1901 wurde er zum Dekan der philosophischen Fakultät und von 1915 bis 1916 zum Rektor der Universität gewählt. Er war Mitglied der Tschechischen Akademie (Česká akademie) und des Tschechischen Bildungsgesellschaft (Česká společnost nauk).
Dvořák ist einer der Gründer der tschechischen Orientalistik. Sein publizistisches Lebenswerk spiegelt seine breitgefächerten Interessengebiete.

## Werke
Seit 1885 publizierte er in tschechischen und ausländischen Zeitschriften Artikel über die Linguistik und Kulturgeschichte. Pionierarbeit leistete er vor allem auf dem Gebiet der Sinologie. In Zusammenarbeit mit Jaroslav Vrchlický übersetzten sie eines der klassischen Bücher Buch der Lieder. Dvořák machte in Tschechien das Werk des Konfuzius bekannt durch sein Buch Des Chinesen Konfuzius Leben und Lehre. Später übersetzte er als Erster das berühmte Werk des legendären Philosophen Laotse.

### Übersetzungen
- Shījīng

### Wissenschaftliche Literatur
- Ein Beitrag zur Frage über die Fremdwörter im Koran, Münster 1884
- Über die Fremdwörter im Korán, 1885
- Číňana Konfucia život a nauka, 1889–91
- Chinas Religionen I. Confucius und seine Lehre, Münster 1895
- Lao-tsï und seine Lehre,  Verlag der Aschendorffschen Buchhandlung, Münster, 1903
- Dějiny mravouky v Orientě I. Konfucius, 1904
- Čína. Popis říše, národa, jeho mravů a obyčejů, 1910
- Žalmy. Podle zásad hebrejské metriky, 1911
- Lao-Tsiova kanonická kniha o Tau a ctnosti Tao-Tek-King, 1920

### Fachartikel
- O myšlenkové povaze Číny, Česká revue 1899
- Čínský filosof Lao-tsi a kniha jeho výroků Tao-te-king, Věstník ČAV 1904
- Konfucius a Lao-tsi. Srovnávací studie z filosofie čínské, ČM 1900
- Slavný básník a myslitel arabský XI. století Abulalá, ČM 1917.